# Comité interministériel de restructuration industrielle
Pour les articles homonymes, voir Ciri.
Le Comité interministériel de restructuration industrielle ou CIRI, est un organisme interministériel français qui a pour mission d’aider les entreprises en difficulté ; d’élaborer et de mettre en œuvre des solutions permettant d’assurer leur pérennité et leur développement.

## Histoire
En 1974, le choc pétrolier menaçant l'industrie française de faillites en cascade, le gouvernement crée le Comité interministériel pour l’aménagement des structures industrielles (CIASI). Le Comité interministériel de restructuration industrielle (CIRI) prend sa suite en 1982, sous la présidence de François Mitterrand. Les fonds qui sont utilisés par la CIASI, puis par le CIRI, sont issus du Fonds de développement économique et social géré par la direction du Trésor.
L'objectif du CIRI est de traiter des dossiers de défaillance d'entreprises industrielles. Dans les années 1980, des entreprises telles que Manufrance, Boussac, Dunlop et Creusot-Loire sont traitées. Entre 1974 et 1987, le CIRI a traité plus de 1 000 entreprises. En 1986, le CIRI est fortement mobilisé sur la crise des chantiers navals français.
Si à ses débuts, la CIASI est voulue comme une institution provisoire, l'augmentation des difficultés industrielles françaises la rend permanente. La doctrine d'action évolue avec le CIRI, qui décide de ne plus chercher à éviter la cessation de paiements par tous les moyens à partir de 1983 et 1984.
Si le budget de la CIASI n'est pas rendu public, celui de son successeur est rendu public. En 1984, son budget était d'1 milliard de francs ; il est divisé par deux en 1986, et encore par deux en 1987 à 250 millions de francs. Le CIRI dispose également d'une enveloppe de prêts disponibles, mis à disposition par le Fonds de développement économique et social, à hauteur de 650 millions de francs en 1986 et 500 millions de francs l'année suivante.
En 2017, le CIRI est intervenu auprès de 43 entreprises, représentant 72 000 emplois. L'année suivante, une augmentation notable de son activité s'est produite, avec une intervention auprès de 58 entreprises, représentant plus de 90 000 emplois. Près de 90% des dossiers ayant connu une issue positive.

## Fonctionnement
Il rassemble à l'origine quatorze administrations de l'État. Son secrétariat général, composé d'un secrétaire général et de cinq rapporteurs, est rattaché à la direction générale du Trésor. Traditionnellement, son secrétaire général est tenu par un inspecteur général des finances issu de la direction du Trésor.
C'est encore aujourd'hui une structure de soutien et d'intervention gouvernementale au bénéfice d'entreprises en difficulté de plus de 400 salariés. Sa mission est essentiellement une mission de médiation afin d'aider les différents acteurs touchés par une mutation économique (c'est-à-dire l'entreprise elle-même mais aussi indirectement ses actionnaires, ses fournisseurs, ses banquiers…) à trouver collectivement des solutions susceptibles de permettre une relance de l'activité et d'éviter des suppressions d'emplois.

## Anciens secrétaires généraux et rapporteurs du CIRI
- Charles-Henri Filippi
- Eva Joly
- Pascal Lamy
- Henri Poupart-Lafarge
- Odile Renaud-Basso
- François Pérol
- Jacques Veyrat
- etc.